# Jako pavouk
Jako pavouk (v anglickém originále Along Came a Spider) je americký filmový thriller z roku 2001. Režisérem filmu je Lee Tamahori. Hlavní role ve filmu ztvárnili Morgan Freeman, Monica Potter, Michael Wincott, Dylan Baker a Mika Boorem.

## Obsazení
| Morgan Freeman      | Alex Cross         |
| Monica Potter       | Jezzie Flannigan   |
| Michael Wincott     | Gary Soneji/Pavouk |
| Dylan Baker         | Ollie McArthur     |
| Mika Boorem         | Megan Rose         |
| Billy Burke         | Ben Devine         |
| Anton Yelchin       | Dimitri Starodubov |
| Jay O. Sanders      | Kyle Craig         |
| Penelope Ann Miller | Elizabeth Rose     |